# Blanche Whiffen
Blanche Whiffen, nata Blanche Galton  ma meglio conosciuta come Mrs. Thomas Whiffen (Londra, 12 marzo 1845 – Montvale, 26 novembre 1936), è stata un'attrice teatrale inglese.

## Biografia
Nata a Londra in una famiglia di artisti (sua zia era il soprano Louisa Pyne)., venne educata in Francia. Fece il suo debutto teatrale nel 1865 al Royalty Theatre di Londra nel ruolo di Rosatinta nella commedia Prince Amabel di William Brough. Tre anni dopo, nel 1868, giunse negli Stati Uniti dove andò in tournée per John Templeton. Nel 1879, recitò nel ruolo di Buttercup nella prima produzione americana dell'operetta Pinafore di Gilbert e Sullivan. Nel 1900, sia lei che suo marito ebbero ruoli di rilievo nel nuovo melodramma Hazel Kirke di Steele MacKaye, la cui anteprima fu recitata presso il Madison Square Theatre ed ebbe un enorme successo con ben 486 repliche. Entrati ormai in maniera stabile all'interno della compagnia del Madison Square Theatre, recitò nel ruolo della madre di Annie Russell in Esmeralda di Frances Hodgson Burnett (1881), poi in Young Mrs. Winthrop di Bronson Howard nel 1883 al fianco di un giovanissimo Henry Miller, con il quale strinse amicizia; nel 1884 recitò in uno dei primi successi di David Belasco dal titolo May Blossom e nella farsa The Private Secretary di William Gillette. 

Nel 1886, insieme con suo marito, tentarono di tornare in madrepatria con una serie di rappresentazioni del già collaudato Hazel Kirke ma senza raccogliere il successo previsto, decidendo così di tornare a New York alla fine del 1887. Entrata nella compagnia di Daniel Frohman senza suo marito al fianco, recitò al Lyceum Theatre dal 1887 al 1899 per poi recitare sempre con Frohman all'Empire, tra gli spettacoli più importanti di questo periodo sono da annoverare The Wife di David Belasco e Henry De Mille (1887), al fianco di Georgia Cayvan e Arthur Wing,  The Charity Ball (1889) di De Mille e Belasco, Merry Gotham (1892) di Elizabeth Marbury e Un marito ideale di Oscar Wilde (1895). 
Uno dei suoi più grandi successi fu il ruolo di Mrs Mossop nella commedia Trelawny of the "Wells" di Arthur Wing Pinero, la cui prima statunitense aprì al Lyceum Theatre il 22 novembre 1898, e comprendeva nel cast anche Mary Mannering e Hilda Spong. 

Dopo lo scioglimento della compagnia del Lyceum Theatre A Broadway, si recò a San Francisco per recitare in una serie di spettacoli in compagnia di Henry Miller e Margaret Anglin. Tornata a New York fu scritturata dal produttore Charles Frohman per recitare in Captain Jinks of the Horse Marines  di Clyde Fitch. 

 Nel 1904 ebbe un grave problema cardiaco che la costrinse ad abbandonare le scene, ma tornò rapidamente sul palcoscenico un anno dopo Zira al fianco di Margaret Anglin, e ne La grande barriera di William Vaughn Moody e Hedda Gabler al fianco di Alla Nazimova nel 1906. La sua ultima apparizione fu nel musical Just Fancy! che esordì nell'ottobre del 1927 ma fu costretta ad abbandonare la produzione per motivi di salute nell'marzo del 1928.

Ricoprì principalmente ruoli di caratterista di vecchia signora, dopo la morte di Ann Gilbert (1821-1904), un'attrice che si era specializzata in quel genere di ruolo.
Sposata a Thomas Whiffen, nella sua carriera l'attrice girò negli anni dieci anche due film.

## Spettacoli teatrali
- Marriage by Lanterns (Broadway, 31 agosto 1868) - con il nome Blanche Galton
- The Grand Duchess (Broadway, 3 luglio 1872) - con il nome Blanche Galton
- The Wife (Broadway, 1º novembre 1887) - con il nome Mrs. Thomas Whiffen
- An American Duchess (Broadway, 20 novembre 1893) - con il nome Mrs. Thomas Whiffen

## Filmografia
- Hearts and Flowers, regia di Joseph A. Golden (1914)
- Barbara Frietchie, regia di Herbert Blaché (1915)